# Basile Georges Casmoussa
Basile Georges Casmoussa (Bajdida, Nínive, 25 de octubre de 1938) es un prelado católico iraquí. Se desempeñó como arzobispo de Mosul de los Sirios entre 1999 y 2010, como obispo curial del Patriarcado de Antioquía entre 2011 y 2014, y como Visitador Apostólico de los Católicos Sirios en Europa Occidental entre 2014 y 2017.
Casmoussa fue secuestrado por hombres armados en Mosul el 17 de enero de 2005. Aunque se temía que esto marcara una nueva ola de ataques contra cristianos en Irak, al parecer el motivo principal fue pedir un rescate, supuestamente de 200.000 dólares estadounidenses. El secuestro fue ampliamente condenado. El arzobispo fue liberado un día después, el 18 de enero, sin que se pagara ningún rescate.